# エレクトロケミルミネッセンス
電気化学発光（あるいはエレクトロケミルミネッセンス、Electrochemiluminescence）または電気生成化学発光（electrogenerated chemiluminescence）（ECL）は、溶液中の電気化学反応によって生じる発光現象である。ECLでは、電気化学的に生成された中間体が発エルゴン（エネルギーを蓄える）反応を受けて電子励起された状態になり、基底状態もしくは低レベルの状態に緩和されたときに発光する。発光波長は、これら2つの状態の間のエネルギー差に対応する。ECLでは励起レドックス反応によって励起状態が引き起こされる。このような発光励起は、電極上で１つもしくはいくつかの反応物が電気化学的に生成される化学発光の一形態である。
通常、ECLは非プロトン性の有機溶媒中の発光種（多環芳香族炭化水素、金属錯体、量子ドットまたはナノ粒子）の溶液を含む電気化学セルの電極に電位（数ボルト）を印加している間に観察される。ECLが生じる際、電位の掃引に伴って、発光種の酸化体および還元体の両方が、異なる電極で同時に（もしくは単一の電極上で）生成する。励起エネルギーは、酸化種と還元種の再結合から得られる。
水系溶媒では、ECLは主に分析用途に用いられる。水中では水自体が電気化学的反応しやすいため、発光種の酸化と還元を同時に行うことは困難である。そこで酸化還元活性な別の化合物（コリアクタント）を共存させることでECL反応を起こす。その場合、典型的には、発光種は電極上で酸化された後に、強力な還元剤であるコリアクタントがすぐに還元することでECL励起状態が得られる（酸化－還元機構）。

Ru(bpy)_{3}^{2+}とTPrA（トリプロピルアミン）による"酸化-還元型"エレクトロケミルミネッセンスの模式図。ECLはTPrAの酸化によって生じるラジカルカチオン種（TPrA°^{+}）の均一系反応の存在下においてのみ生じることがBardによって提案されている。励起状態の発光種Ru^{2+}*が基底状態に緩和する際に発光する。インセットはECL発行中の電極表面の写真。

## 応用
ECLは、化学発光分析の利点（バックグラウンドの光信号がないこと）と、電極電位を印加することによる反応制御の容易さを兼ね備えている。そのためECLは高感度で選択性の高い分析法として、分析用途に非常に有用である。  分析手法としては、汎用性が高く、フォトルミネッセンス（PL）に比べて光学的なセットアップが簡単で、化学発光（CL）に比べて時間的・空間的な制御が容易であることから、他の一般的な分析手法と比較して優れた利点がある。ECL分析の選択性を高めるためには、電極電位を変化させることで、電極で酸化/還元され、ECL反応に関与する種を制御する必要がある （電気化学分析を参照）。
一般的にはルテニウム錯体、特に[Ru(bpy)3]2+ (620 nmで発光)を液相または液-固体界面でTPrA (トリプロピルアミン)で再生したものを使用する。それは、電極表面に固定化された単分子膜（例えばNafionやLB膜、SAM膜）として使用出来る。さらにはコリアクタント（またはより一般的にタグ）として使用することができ、HPLC、Ruタグ付き抗体ベースのイムノアッセイ、PCRなどのためのRuタグ付きDNAプローブで使用される。NADHまたはH2O2生成ベースのバイオセンサー、シュウ酸塩と有機アミンの検出と他の多くのアプリケーションとピコモル感度から6桁以上のダイナミックレンジで検出できる。光子検出は、光電子増倍管(PMT)やシリコンフォトダイオード、金コーティングされた光ファイバセンサを用いて行われる。バイオ関連のアプリケーションにおけるECL技術の検出の重要性は十分に確立されている。ECLは多くの臨床研究室のアプリケーションで商業的に多用されている。

## See also
- バイオセンサー
- ケミルミネッセンス
- 電気化学
- ルミネッセンス

## References
1. ↑  “Electrogenerated Chemiluminescence”. Annual Review of Analytical Chemistry 2:  359–85. (2009). Bibcode: 2009ARAC....2..359F. doi:10.1146/annurev-anchem-060908-155305. PMID 20636067.
2. ↑  “Essential Role of Electrode Materials in Electrochemiluminescence Applications”. ChemElectroChem 3 (12):  1990–1997. (2016). doi:10.1002/celc.201600602.
3. ↑  “Electrogenerated Chemiluminescence 69: The Tris(2,2′-bipyridine)ruthenium(II), (Ru(bpy)32+)/ Tri-n-propylamine (TPrA) System RevisitedsA New Route Involving TPrA•+ Cation Radicals”. J. Am. Chem. Soc. 124 (48):  14478–14485. (2002). doi:10.1021/ja027532v.
4. ↑  “Transparent Carbon Nanotube Network for Efficient Electrochemiluminescence Devices”. Chemistry: A European Journal 21 (36):  12640–12645. (2015). doi:10.1002/chem.201501342. PMID 26150130.
5. ↑  Zanut, A.; Fiorani, A.; Canola, S.; Saito, T.; Ziebart, N.; Rapino, S.; Rebeccani, S.; Barbon, A. et al. (2020). “Insights into the mechanism of coreactant electrochemiluminescence facilitating enhanced bioanalytical performance.”. Nat. Commun. 11:  2668. doi:10.1038/s41467-020-16476-2.
6. ↑  Fähnrich, K.A.; Pravda, M.; Guilbault, G. G. (May 2001). “Recent applications of electrogenerated chemiluminescence in chemical analysis”. Talanta 54 (4):  531–559. doi:10.1016/S0039-9140(01)00312-5. PMID 18968276.[リンク切れ]
7. ↑  Miao, Wujian (2008). “Electrogenerated Chemiluminescence and Its Biorelated Applications”. Chemical Reviews 108 (7):  2506–2553. doi:10.1021/cr068083a. PMID 18505298.
8. ↑  Lee, Won-Yong (1997). “Tris (2,2′-bipyridyl)ruthenium(II) electrogenerated chemiluminescence in analytical science”. Microchimica Acta 127 (1–2):  19–39. doi:10.1007/BF01243160.
9. ↑  Wei, Hui; Wang, Erkang (2008-05-01). “Solid-state electrochemiluminescence of tris(2,2′-bipyridyl) ruthenium”. TrAC Trends in Analytical Chemistry 27 (5):  447–459. doi:10.1016/j.trac.2008.02.009.
10. ↑  Wei, Hui; Wang, Erkang (2011-03-01). “Electrochemiluminescence of tris(2,2′-bipyridyl)ruthenium and its applications in bioanalysis: a review” (英語). Luminescence 26 (2):  77–85. doi:10.1002/bio.1279. ISSN 1522-7243. PMID 21400654.